# The Neon God: Part One – The Rise
The Neon God: Part One – The Rise – album amerykańskiego zespołu heavymetalowego W.A.S.P., który został wydany 6 kwietnia 2004 roku. Jest to pierwsza część koncept albumu, druga część nosi tytuł The Neon God: Part Two – The Demise.

## Lista utworów
1. Overture – 3:33
2. Why Am I Here – 0:34
3. Wishing Well – 3:34
4. Sister Sadie (And The Black Habits) – 7:42
5. The Rise – 2:29
6. Why Am I Nothing – 0:58
7. Asylum #9 – 6:19
8. The Red Room of the Rising Sun – 4:41
9. What I'll Never Find – 6:02
10. Someone to Love Me – 0:51
11. X.T.C. Riders – 4:34
12. Me & the Devil – 0:53
13. The Running Man – 4:19
14. Raging Storm – 5:45